# アウトビアンキ・ビアンキーナ
ビアンキーナ (BIANCHINA)は、アウトビアンキが製造販売していた自動車である。

## 概要
ビアンキの自動車部門が第二次世界大戦後経営不振に陥り、フィアットとピレリの資金援助でビアンキから独立して「アウトビアンキ」として初めて生産された自動車である。
2代目フィアット・500をベースに開発され、エンジン・シャーシなどはそのまま500のものを使用し、駆動方式もRRとしている。しかし、内装・外装はメッキパーツを使用したりなど500よりグレードアップされており、その分価格も500より若干高かった。
ビアンキーナにはさまざまなバリエーションが存在する。一番初めに生産されたのが、1957年から発売されたトラスフォルマビレと呼ばれるタイプで、これは巻き上げ式のトップを持ったオープンモデルである。最終的にカブリオレ・セダン・パノラミカ・ライトバンといったモデルが発売された。1970年～1977年までのモデルは特別に「ジャルディニエラ」といい、ワゴンとバンの2種類のみだった。